# Kabinett Luther I

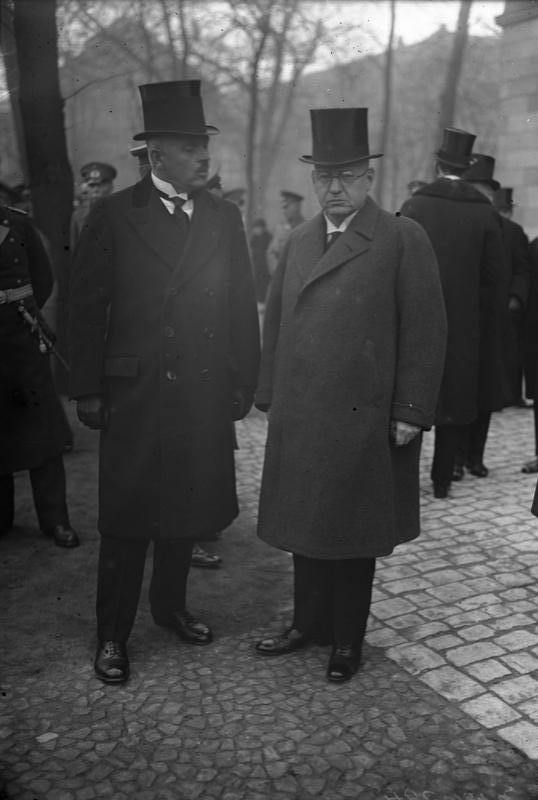
Reichskanzler Hans Luther (rechts) mit Reichswehrminister Otto Geßler

Das Kabinett Luther I war ein Kabinett der Reichsregierung in der Zeit der Weimarer Republik, es amtierte vom 16. Januar bis zum 5. Dezember 1925.

## Zusammensetzung

### Reichsminister
| Kabinett Luther I 16. Januar 1925 bis 5. Dezember 1925 | Kabinett Luther I 16. Januar 1925 bis 5. Dezember 1925 | Kabinett Luther I 16. Januar 1925 bis 5. Dezember 1925                       | Kabinett Luther I 16. Januar 1925 bis 5. Dezember 1925 | Kabinett Luther I 16. Januar 1925 bis 5. Dezember 1925 |
| ------------------------------------------------------ | ------------------------------------------------------ | ---------------------------------------------------------------------------- | ------------------------------------------------------ | ------------------------------------------------------ |
| Reichskanzler                                          |                                                        | Hans Luther                                                                  |                                                        | parteilos                                              |
| Vizekanzler                                            | vakant                                                 | vakant                                                                       | vakant                                                 | vakant                                                 |
| Auswärtiges Amt                                        |                                                        | Gustav Stresemann                                                            |                                                        | DVP                                                    |
| Inneres                                                |                                                        | Martin Schiele bis 29. Oktober 1925                                          |                                                        | DNVP                                                   |
| Inneres                                                |                                                        | Otto Geßler mit der Führung der Geschäfte beauftragt                         |                                                        | DDP                                                    |
| Finanzen                                               |                                                        | Otto von Schlieben bis 29. Oktober 1925                                      |                                                        | DNVP                                                   |
| Finanzen                                               |                                                        | Hans Luther mit der Führung der Geschäfte beauftragt                         |                                                        | parteilos                                              |
| Wirtschaft                                             | Fritz Neumayer (kein Foto)                             | Albert Neuhaus bis 29. Oktober 1925                                          |                                                        | DNVP                                                   |
| Wirtschaft                                             |                                                        | Rudolf Krohne mit der Führung der Geschäfte beauftragt                       |                                                        | DVP                                                    |
| Arbeit                                                 |                                                        | Heinrich Brauns                                                              |                                                        | Zentrum                                                |
| Reichswehr                                             |                                                        | Otto Geßler                                                                  |                                                        | DDP                                                    |
| Justiz                                                 |                                                        | Josef Frenken bis 21. November 1925                                          |                                                        | Zentrum                                                |
| Justiz                                                 |                                                        | Hans Luther mit der Führung der Geschäfte beauftragt                         |                                                        | parteilos                                              |
| Ernährung und Landwirtschaft                           |                                                        | Gerhard Graf von Kanitz                                                      |                                                        | parteilos                                              |
| Post                                                   |                                                        | Karl Stingl                                                                  |                                                        | BVP                                                    |
| Verkehr                                                |                                                        | Rudolf Krohne                                                                |                                                        | DVP                                                    |
| Besetzte Gebiete                                       |                                                        | Hans Luther bis 19. Januar 1925 mit der Führung der Geschäfte beauftragt     |                                                        | parteilos                                              |
| Besetzte Gebiete                                       |                                                        | Josef Frenken bis 21. November 1925 mit der Führung der Geschäfte beauftragt |                                                        | Zentrum                                                |
| Besetzte Gebiete                                       |                                                        | Heinrich Brauns mit der Führung der Geschäfte beauftragt                     |                                                        | Zentrum                                                |

### Beamte der Reichskanzlei
| Beamte der Reichskanzlei                 | Beamte der Reichskanzlei              | Beamte der Reichskanzlei |
| ---------------------------------------- | ------------------------------------- | ------------------------ |
| Staatssekretär der Reichskanzlei         | Franz Kempner                         |                          |
| Vertreter des Staatssekretärs            | Hermann Pünder                        |                          |
| Referent                                 | Ministerialrat Karl Eugen Offermann   |                          |
| Referent                                 | Ministerialrat Kurt Wachsmann         |                          |
| Referent                                 | Oberregierungsrat Walter Grävell      |                          |
| Referent                                 | Regierungsrat Richard Wienstein       |                          |
| Referent                                 | Regierungsrat Edwin Pukaß             |                          |
| Referent                                 | Regierungsrat Curt Walter             |                          |
| Referent                                 | Regierungsrat Otto Westphal           |                          |
| Referent                                 | Rittmeister Erwin Planck              |                          |
| Persönlicher Referent des Reichskanzlers | Oberregierungsrat Max von Stockhausen |                          |
| Bürodirektor                             | Hofrat Rudolf Ostertag                |                          |
| Pressechef der Reichsregierung           | Ministerialdirektor Otto Kiep         |                          |